# Onthophagus bifasciatus
Onthophagus bifasciatus är en skalbaggsart som beskrevs av Fabricius 1781. Onthophagus bifasciatus ingår i släktet Onthophagus och familjen bladhorningar. Inga underarter finns listade i Catalogue of Life.